# 메건 도즈
메건 도즈(Megan Dodds, 1970년 9월 20일 ~ )는 미국의 배우, 각본가이다.
새크라멘토에서 태어났다.

## 출연 작품

### 영화
- 더 랫 팩 (1998, The Rat Pack)
- 에버 애프터 (1998) - 마거릿 역
- 인터스테이트 84 (2000, Interstate 84)
- 베이트 (2000)
- Sword of Honour (2001)
- Born Equal (2006)
- 콘트랙트 (2006)
- 프리 지미 (2006, Free Jimmy) - 애니메이션
- 사이버 밀실: 위험한 초대 (2010) - 그레이스 역
- Runner (2015)
- Exit Strategy (2015)
- 줄리엣, 네이키드 (2018)

### 텔레비전
- 스푹스 (2002-04)
- Not Going Out (2006)
- 디트로이트 1-8-7 (2011) - 제스 하킨스 역
- CSI: 뉴욕 (2012-13)
- 화이트 칼라 (2014)
- 포 올 맨카인드 (2019-21)